# Kloster Ostrov

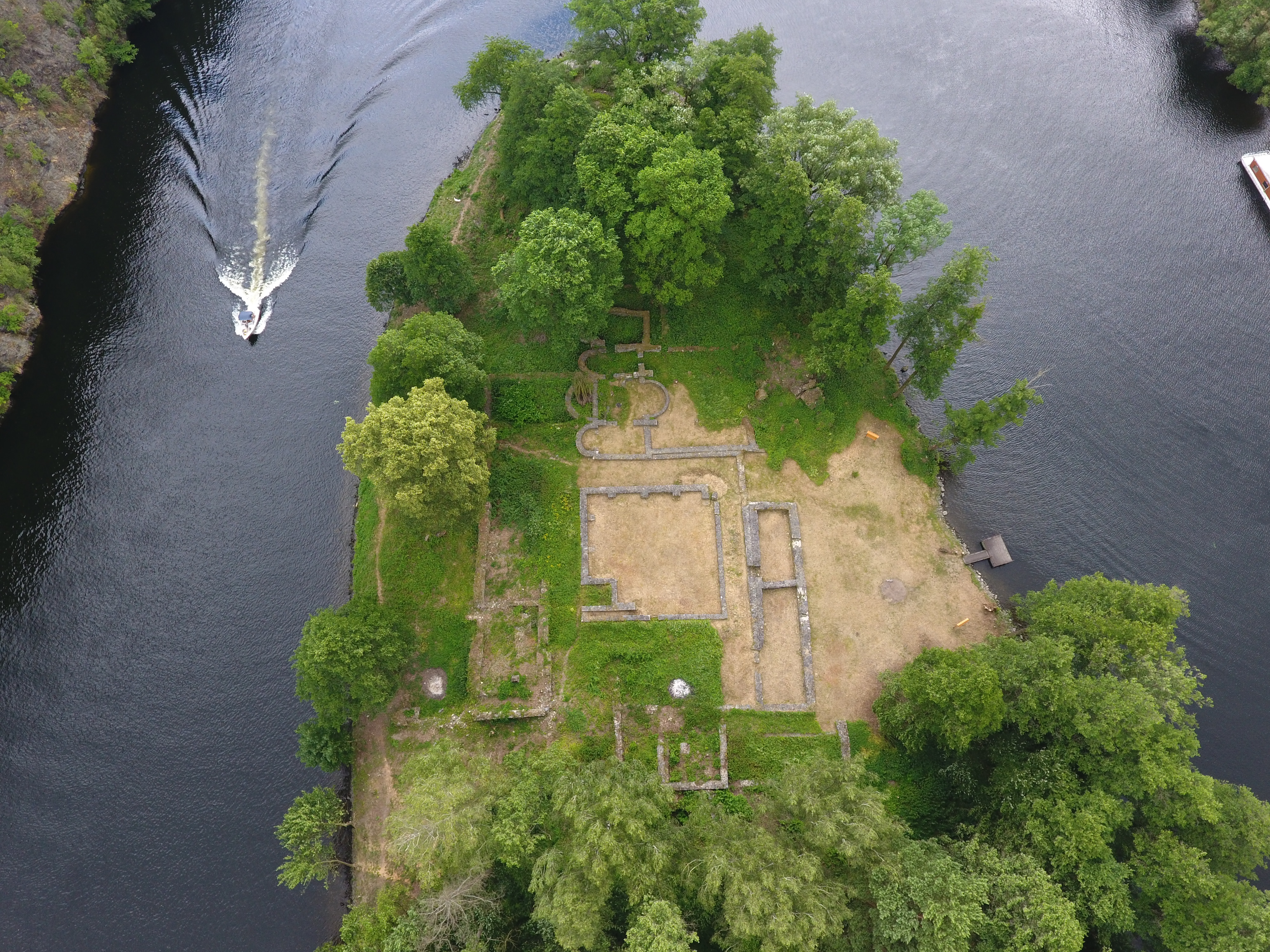
Erhaltene Grundmauern des Klosters Ostrov

Das Kloster Ostrov (tschechisch Ostrovský klášter oder Ostrov u Davle, lat. Insula) war ein 999 gegründetes Benediktinerkloster in Böhmen. Die Klosterruine befindet sich südwestlich von Davle und etwa 20 Kilometer südlich von Prag auf der Moldauinsel St. Kilian in Tschechien.

## Geschichte
Das Johannes dem Täufer geweihte Kloster Insula (Ostrov ist das tschechische Wort für Insel) wurde im Jahre 999 durch Boleslav II. auf einer Moldauinsel oberhalb der Einmündung der Sázava zur Kolonisation des Gebietes angelegt. Die Klostergründung erfolgte durch Mönche aus dem Kloster Niederaltaich. Die Anlage erfolgte möglicherweise im Grenzbereich des Herrschaftsbereiches der Přemysliden zu dem der Slavnikiden.
Auf dem Felssporn zwischen Moldau und Sázava errichten die Mönche die Siedlung Sekanka (später Hradištko), die die wirtschaftliche Basis für das Kloster bildete. Das Kloster unterhielt Propsteien in Sankt Johann und auf dem Velíz. In den Machtkämpfen nach dem Tode Ottokar II. Přemysls wurden das Kloster und die Siedlung Sekanka 1278 durch brandenburgische Truppen Ottos IV. zerstört.
Während das Kloster wiedererrichtet wurde, blieb Sekanka wüst. Es wird angenommen, dass die Mönche an Stelle von Sekanka den Ort Davle als neues Wirtschafts- und Handelszentrum ausbauten. 1381 wurde das Kloster erneut geplündert und 1403 brannte es ab.
Am 14. August 1420 plünderten und zerstörten Hussiten das Kloster. Nach den Hussitenkriegen zogen wieder einige Mönche in das Kloster, jedoch blieb die Anlage ruinös und verfiel immer mehr. Sie wurde schließlich 1517, als die letzten Mönche die Propstei Sankt Johann übersiedelten, ganz aufgegeben.

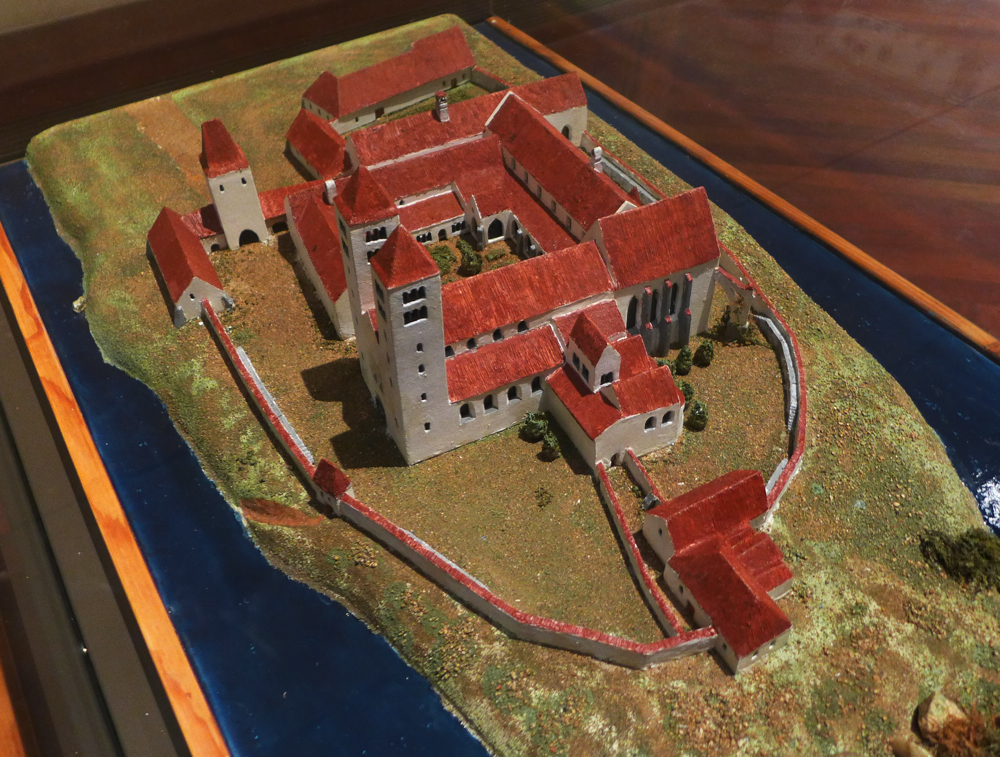
Modell des Klosters
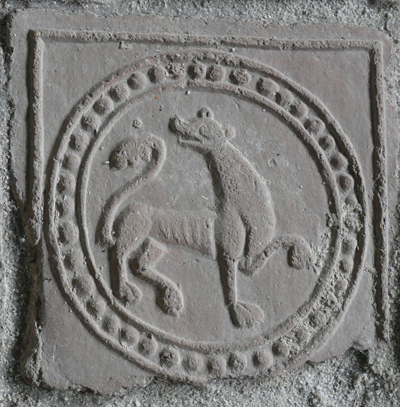
Fliese aus einer Klosterwerkstatt
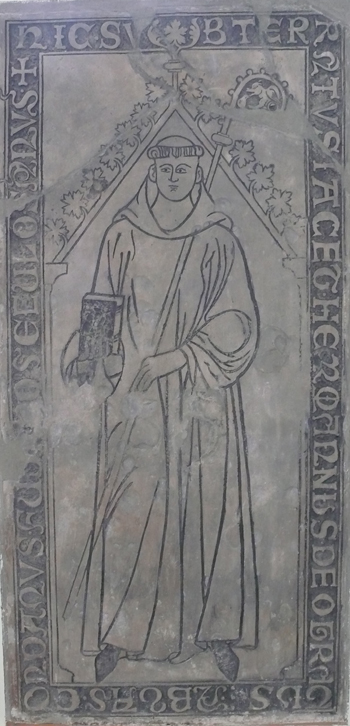
Grabplatte Herman 13./14. Jahrhundert

## Archäologische Ausgrabungen
Das Kloster und die Siedlung Sekanka wurden ausführlich archäologisch untersucht. Heute sind die Grundmauern freiliegend erhalten. Beim Moldauhochwasser von 2002 wurden die Ruinen des drittältesten Klosters in Böhmen überflutet und dabei beschädigt.